# Peraleda de San Román
Peraleda de San Román ist ein spanischer Ort und eine Gemeinde (municipio) mit 277 Einwohnern (Stand: 2024) in der Provinz Cáceres in der Autonomen Gemeinschaft Extremadura.

## Lage und Klima
Peraleda de San Román liegt im Osten der Provinz Cáceres in einer Höhe von ca. 470 m. Die Entfernung zur Hauptstadt Cáceres beträgt ca. 85 km (Fahrtstrecke) in westsüdwestlicher Richtung. Ein Teil der Gemeinde im Norden wird vom Stausee der Talsperre Valdecañas eingenommen. Das Klima ist meist warm und trocken; der Regen (726 mm/Jahr) fällt hauptsächlich im Winterhalbjahr.

## Bevölkerungsentwicklung
| Jahr      | 1970 | 1981 | 1991 | 2001 | 2011 | 2021 |
| Einwohner | 815  | 598  | 453  | 400  | 283  | 297  |

Die zunehmende Mechanisierung der Landwirtschaft, die Aufgabe bäuerlicher Kleinbetriebe („Höfesterben“) und die daraus resultierende Arbeitslosigkeit auf dem Land haben seit den 1950er Jahren zu einem deutlichen Rückgang der Einwohnerzahlen geführt.

## Sehenswürdigkeiten
- Johannes-der-Täufer-Kirche (Iglesia de San Juan Bautista)

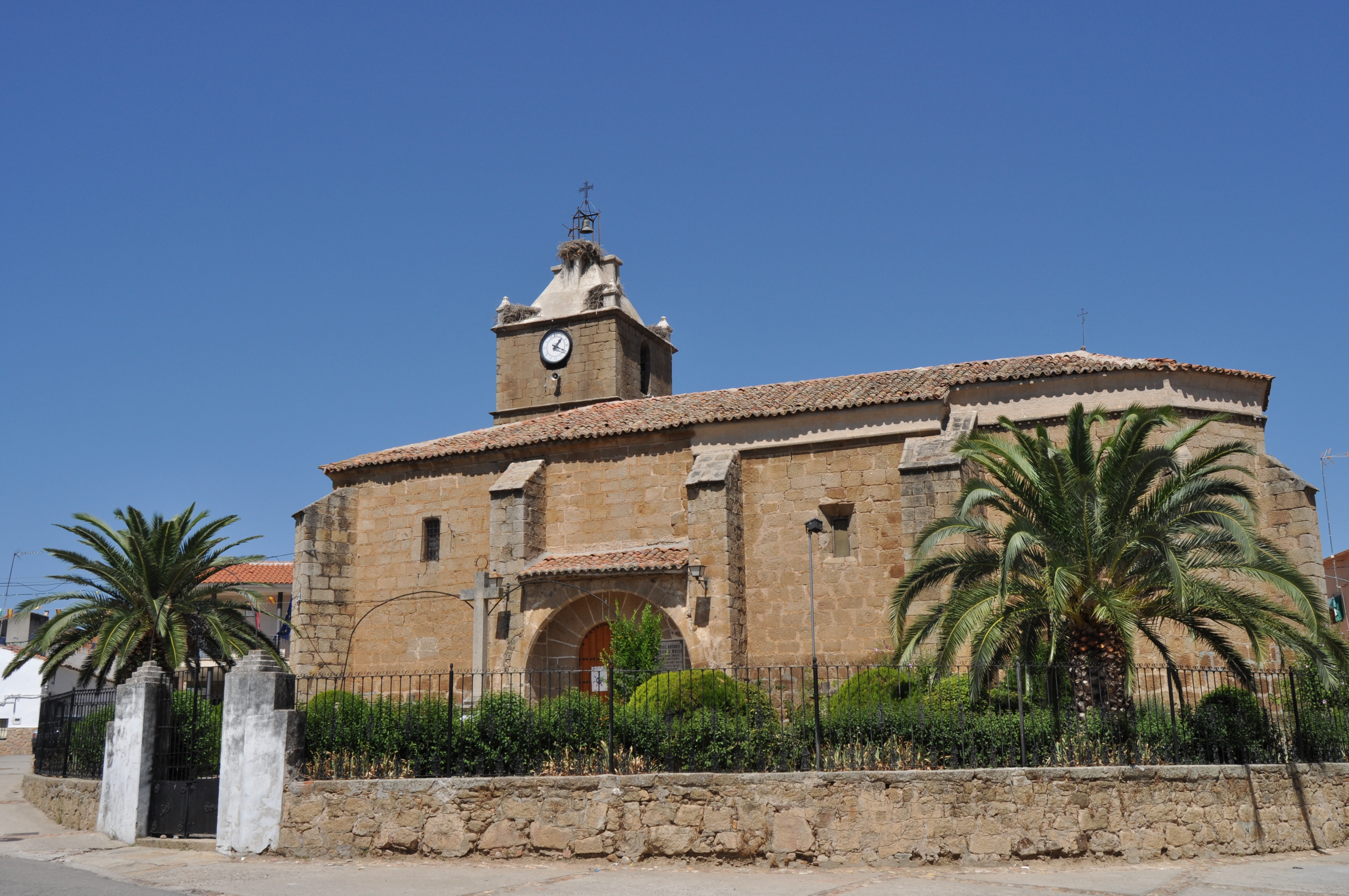
Johannes-der-Täufer-Kirche

## Gemeindepartnerschaft
Mit den spanischen Gemeinden in der Extremadura, Peraleda de la Mata (Provinz Cáceres) und Peraleda del Zaucejo (Provinz Badajoz), bestehen Partnerschaften.